# Hylaeus femoralis
Hylaeus femoralis là một loài Hymenoptera trong họ Colletidae. Loài này được Schrottky mô tả khoa học năm 1902.